# Landseer

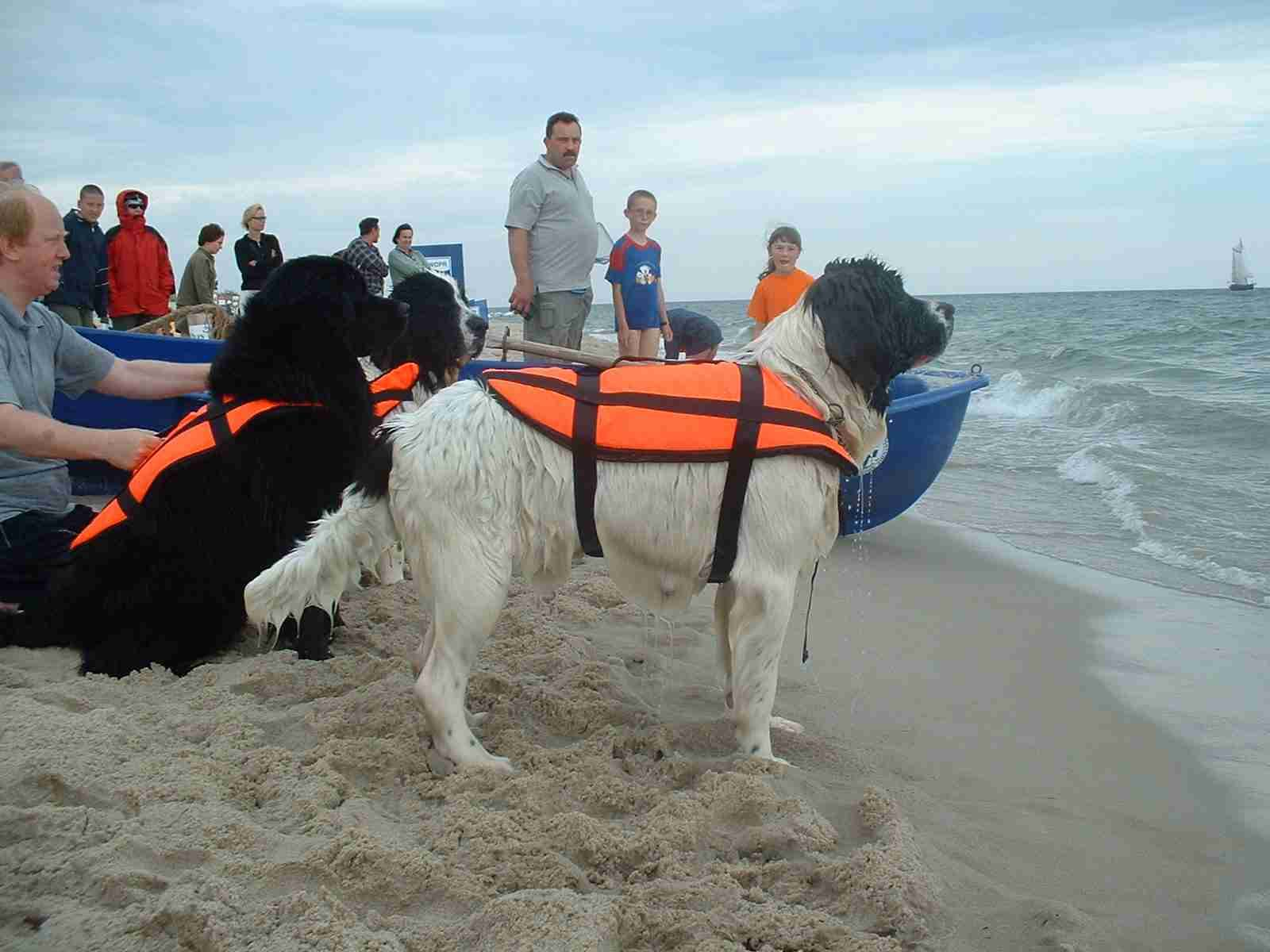

Landseer är en hundras med Schweiz och Tyskland som ursprungsländer. Den är nära besläktad med newfoundlandshunden och förekommer mycket sparsamt såväl i Norden som på kontinenten. Liksom newfoundlandshunden är den av molossertyp och räknas till bergshundarna, men den har aldrig använts som boskapsvaktare eller herdehund.

## Historia
Hundrasen är uppkallad efter konstnären Edwin Landseer (1802–1873), som ofta använde fläckiga newfoundlandshundar som motiv.
Landseer är en ganska ny ras. Under 1930-talet beslöt sig en Otto Walterspiel från München för att förstora den befintliga vit-svarta varianten av newfoundlandshund. Han gjorde detta genom inkorsning med bland annat pyrenéerhund och fick därigenom en stor vit-svart hund med ett helt annat helhetsintryck. 1933 registrerades de första valparna. Rasblandningen renavlades och den tyska kennelklubben Verband für das Deutsche Hundewesen (VDH) inkom i början av 1960-talet med en begäran om officiell rasregistrering i Fédération Cynologique Internationale (FCI), vilket lyckades 1961 efter visst motstånd.

## Egenskaper
Landseer är en sällskapshund. Den kan tävla i ett särskilt vattenprov i livräddning.

## Utseende
Huvudskillnaden i utseendet ligger i kroppsbyggnaden som hos landseeren är högre men slankare, deras pälsfärg brukar även ha en mindre andel svarta fläckar än hos den vit-svarta newfoundlandshunden.